# غيورا روم
غيورا روم (بالعبرية: גיורא רום‏) (ولد  في تل أبيب عام 1945)، هو عسكري إسرائيلي حمل رتبة جنرال. خدم طيَّارًا في سلاح الجو الإسرائيلي، وقاد سرب الطيران الحربي 115 خلال حرب أكتوبر. شغل منصب الملحق العسكري الإسرائيلي في الولايات المتحدة وكندا، ومنصب مدير سلطة الطيران المدني في إسرائيل، ثم منصب رئيس مجلس إدارة السلطة الوطنية الإسرائيلية للأمان على الطرق. 

## حياته العسكرية
انخرط في الجيش الإسرائيلي عام 1962، وشارك في حرب الأيام الستة، وحرب الاستنزاف، عرف خلالها بإسقاط خمس طائرات مصرية وسورية. في سنة 1969 وقع في أسر الجيش المصري بعد إسقاط طائرته خلال معركة جوية، فقُبض عليه في المنصورة، وأمضى في الأسر ثلاثة أشهر، وأفرج عنه في صفقة تبادل أسرى إسرائيلية سورية مصرية. 
في سنة 1971، انخرط من جديد في سلاح الجو بعد علاجه من إصاباته، حيث عين نائبًا لقائد سرب 113، وقبل يومين من اندلاع حرب أكتوبر، عُيين تعيينه قائدًا لسرب 115. حتى عام 1987 تولي قيادة قاعدة رمون ومن ثم تل نوف لسلاح الجو الإسرائيلي. في العام 1985 شارك في شن غارة لسلاح الجو ضد مقر منظمة التحرير الفلسطينية في تونس.
عام 1992، كان أحد المرشحين لقيادة سلاح الجو، لكنه لم يُعيين، بل وُظِّف مُلحقًا عسكريًا في كندا والولايات المتحدة.

## حياته المدنية
أنهى خدمته العسكرية عام 1996، وعين مديرًا عامًا لوزارة البنى التحتية، بعدها تحول إلى إدارة الأعمال ومن ثم تولى منصب مدير عام الوكالة اليهودية. في سنة 2008 عين مديرًا عامًا لسلطة الطيران المدني، وفي سنة 2014 تولى رئاسة  مجلس إدارة السلطة الوطنية للأمان على الطرق. في سنة 2008، أصدر كتابه «ملون أربعة»، حول تجربته في الأسر المصري وتجربته في حرب أكتوبر.
حصل في سنة 1973 على شهادة جامعية في الاقتصاد والعلوم السياسية في جامعة بار إيلان، ومن ثم حصل على شهادة أخرى في إدارة الأعمال من جامعة كاليفورنيا في لوس أنجلوس، وتلقى زمالة بحث في معهد «يافه» للأبحاث الاستراتيجية في جامعة تل أبيب.